# تونل البرز
تونل البرز یک تونل آزادراهی در شمال ایران است. این تونل، بخشی از آزادراه تهران–شمال است که با گذر از رشته‌کوه البرز، استان تهران را به استان مازندران متصل می‌کند. این تونل با ۶۴۰۰ متر طول (در هر سمت)، طولانی ترین تونل خاورمیانه است. نیمه غربی این تونل در ۹ مرداد ۱۴۰۰ گشایش یافت و نیمه شرقی آن تا آذر ۱۴۰۳، ۳۰٪ پیشرفت فیزیکی دارد. هزینه ساخت نیمه غربی تونل البرز، ۴ هزار میلیارد تومان (مرداد ۱۴۰۰) اعلام شد.